# جریان هجومی

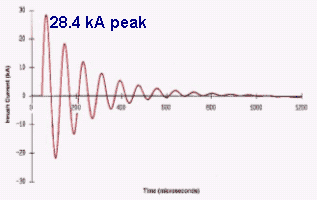
نمونه‌ای از جریان هجومی گذرا در زمان اتصال یک بانک خازنی به شبکه.

جریان هجومی به جریان مصرفی بار الکتریکی در لحظهٔ اتصال بار به منبع تغذیه گفته می‌شود. مقدار این جریان در وسایل مختلف متفاوت است به‌طوری‌که در یک ترانسفورماتور با هستهٔ آهنی (مثلاً در بالاست‌های سنتی لامپ‌های فلورسنت) می‌تواند بین ۵ تا ۱۰ برابر جریان نامی باشد که ناچیز تلقی می‌شود و در وسایل الکترونیکی مدرن مانند منابع تغذیه، ممکن است تا ۲۰ برابر جریان حالت عادی باشد. این جریان اغلب طول عمر کوتاهی دارد (در حد میلی‌ثانیه) با این وجود می‌تواند باعث عملکرد ناخواستهٔ مدارشکن‌ها شود.

## جریان هجومی در وسایل مختلف

### تجهیزات روشنایی
یک لامپ تخلیه به علت داشتن خازن اصلاح ضریب‌توان و نیز عمل یکسوسازی در لحظهٔ اتصال، جریان هجومی خواهد داشت؛ جریان هجومی خازن تنها حدود ۱٫۵ میلی‌ثانیه طول می‌کشد.
وجودجریان‌های هجومی در لامپ‌های التهابی مانعی برای استفاده از مدولاسیون پهنای پالس در آن‌ها است.
لامپ‌های رشته‌ای با رشتهٔ تنگستن در لحظهٔ اتصال جریان هجومی لحظه‌ای بسیار بالایی دارند. علت این جریان بالا این است که مقاومت سرد تنگستن بسیار پایین است. برای نمونه یک لامپ رشته‌ای ۱۰۰ وات در ولتاژ نامی خود حدوداً دارای مقاومت گرم ۱۴۴ اهم است، اما مقاومت سرد همین لامپ ۹٫۵ اهم است. بر این اساس جریان عملکرد عادی لامپ در ولتاژ ۱۲۰ ولت ۰٫۸۳ آمپر و جریان هجومی آن (که بر پایهٔ ولتاژ پیک ۱۷۰ ولت محاسبه می‌شود) ۱۷٫۹ آمپر خواهد بود. تقریباً ۶ سیکل (برابر ۰٫۱ ثانیه در فرکانس ۶۰ هرتز) زمان می‌برد تا جریان هجومی تا مقدار عادی خود افت کند. این موضوع باید در انتخاب کلید مناسب که کنتاکت‌هایش تحمل این جریان را داشته باشند در نظر گرفته شود.

### موتورهای الکتریکی
جریان هجومی در زمان راه‌اندازی موتورهای الکتریکی می‌تواند باعث نوسان‌یافتن ولتاژ شبکه شود. برای جلوگیری از ایجاد مشکل برای وسایل الکترونیکی مجاور مانند رایانه‌ها باید این جریان فیلتر شود در غیر این صورت می‌تواند باعث چشمک‌زدنِ روشنایی‌ها یا در موارد شدیدتر راه‌اندازی مجدد رایانه‌ها شود. با استفاده از موتورهای سرعت‌متغیر می‌توان جریان هجومی را کاهش داد. اکثر موتورهای الکتریکی دارای دو جریان نامی هستند که توسط سازنده مشخص می‌شوند: جریان بار کامل یا همان جریان بار نامی و جریان روتور قفل‌شده، در موتورها اغلب به جریان روتور قفل‌شده جریان هجومی می‌گویند که عموماً ۵ برابر جریان نامی بار است ولی با توجه به کوتاه بودن مدت جریان داشتنش، معمولاً می‌توان آن را در محاسبات اندازهٔ سیم‌ها دخالت نداد. جریان هجومی در هر بار راه‌اندازی موتورها، باعث واردآمدن تنش روی بالشتک و سیم‌پیچ‌های موتور می‌شود.
میزان جریان هجومی موتور در انتخاب فیوز مناسب برای آن دارای اهمیت است و فیوزهای بدون تأخیر با توجه به جریان هجومی زیاد موتور مناسب نخواهند بود.
در ژنراتورهای القایی نیز برای غلبه بر مشکلات جریان هجومی از راه‌اندازی نرم استفاده می‌شود.

### ترانسفورماتورها
اغلب ترانسفورماتورها در لحظهٔ آغاز به کار از ژنراتورها جریان هجومی می‌کشند که این جریان به عوامل گوناگونی بستگی دارد و در هر بار اتصال ترانسفورماتور به شبکه ممکن است متفاوت باشد. از جمله عوامل تأثیرگذار بر اندازهٔ این جریان، می‌توان به ظرفیت اتصال کوتاه و ولتاژ منبع نیز اشاره کرد.
در زمان کلیدزنی نیز ترانس به علت رخ‌دادن پدیدهٔ دوتاشدگی شار وارد حالت اشباع می‌شود و جریان تحریک شدیدی از شبکه می‌کشد. این جریان شدید گاهی تا ۱۰۰ برابر جریان حالت عادی ترانس بالا می‌رود که نیروی الکترومغناطیسی شدیدی بر سیم‌پیچ‌های ترانس وارد می‌کند و به همین علت سیم‌پیچ‌ها باید به خوبی مهار شده باشند. به این پدیده در ترانس‌ها پدیدهٔ هجوم جریان گفته می‌شود. در عمل به علت وجود خاصیت باقی‌ماندگی هسته، جریان هجومی از مقدار محاسبه‌شده روی کاغذ نیز بیشتر می‌شود. این جریان‌ها طی چندین ثانیه به تدریج کاهش می‌یابند تا اینکه به حالت پایدار سینوسی می‌رسند.
با فرض اینکه پیش از متصل‌شدن هستهٔ ترانس مغناطیس شده و دارای شار باقی‌ماندگی {\displaystyle B_{0}} وبر بر متر مربع باشد، پش از متصل شدن ترانس به شبکه و با فرض مثبت و رو به افزایش بودن ولتاژ در لحظهٔ اتصال، طبق قانون القای فاراده شار ترانس با افزایش ولتاژ در آن افزایش می‌یابد و شار کل ترانس از رابطهٔ زیر به دست می‌آید:
{\displaystyle B(t)={\frac {\phi (t)}{A}}={\frac {1}{NA}}\int _{0}^{t}e(t)dt+B(0)}
در صورتی که شار باقی‌ماندگی به اندازهٔ کافی زیاد باشد، روی منحنی B-H وارد ناحیهٔ اشباع خواهیم شد که با افزایش ناچیز B، مقدار H به شدت افزایش می‌یابد و بزرگ‌شدن {\displaystyle H(t)} مطابق قانون مداری آمپر با بزرگ‌شدن {\displaystyle i(t)}  همراه خواهد بود. این مشکل تا چند سیکل ادامه می‌یابد.
جریان هجومی ترانس‌ها سینوسی نیست و دارای مؤلفهٔ دی‌سی بزرگی است. از آنجایی که جریان‌های هجومی عادی ترانس ممکن است در حد جریان‌های اتصال کوتاه زیاد باشند، در تدابیر حفاظتی ترانس باید روشی برای تشخیص این دو جریان از یکدیگر اندیشیده شود.

### یکسوسازها
معمولاً یکسوسازها دارای روش‌های راه‌اندازی نرم هستند که مانع جریان هجومی بالا در لحظهٔ کلید زدن یسکوساز می‌شود. این جریان به علت استفاده از خازن در یکسوسازها می‌تواند بسیار بزرگ باشد و در صورت کنترل‌نشدن ممکن است موجب آسیب دیدن تجهیزات داخلی یکسوساز مانند دیودهای آن شود.